# صنهاجة (قرية)
صنهاجة هي قرية مغربية بإقليم صفرو بحوالي خمسة كيلومترات فقط من مدينة صفرو، وهي تتواجد على الطريق الرئيسية صفرو بولمان. يوجد قرب قرية صنهاجة قريتان هما بوخرفان وسيدي يوسف بن أحمد. أغلبية سكان قرية صنهاجة هم من قبائل الأمازيغ ويتكلمون لغة أمازيغية ' الدارجة '. توجد مساحات شاسعة من الأراضي الصالحة للزراعة وتعتمد على السقي بالمياه الجوفية، وأيضا بعض الخضروات. كما أن أشجار الزيتون موجودة بكثرة في صنهاجة. وعدد سكانها حسب إحصائيات 2004 11.292 نسمة.
تبعد صنهاجة عن فاس 38 كيلومتر وعن مدينة بولمان 70 كيلومتر. وتعرف هذه القرية بإنتاجها لمادة الجير التي تستعمل لصباغة الجدران. يصدر الجير إلى غالبية المدن المغربية منها الدار البيضاء، الرباط والناظور.